# Heinz Sielmann
Heinz Sielmann, né le 2 juin 1917 à Rheydt et mort le 6 octobre 2006 à Munich, est un professeur allemand d'écologie et de biologie. Il est aussi un cinéaste, cadreur, metteur en scène, producteur, auteur et réalisateur de films animaliers.

## Biographie
Heinz Sielmann est diplômé en biologie avec spécialisation en zoologie en 1940 à l'université de Posen (Pologne), qui est, à ce moment-là, une université germanisée.

## Œuvres
- Tod in der Savanne, durée : 47 min
- 1958 : Les Seigneurs de la forêt, documentaire belge
- 1958 : Windows in the Woods, Harper & Bros, New York, ASIN B0007DUDS4
- 1959 : My Year with the Woodpeckers, Barrie and Rockliff, Londres
- 1981 : Wilderness expeditions, Franklyn Watts, New York,  (ISBN 0-531-09857-5)

## Postérité
L'astéroïde (208351) Sielmann porte son nom.